# 芳雅堂きし国
芳雅堂 きし国（ほうがどう きしくに、生没年不詳）とは、江戸時代の大坂の浮世絵師。

## 来歴
寿好堂よし国の門人かといわれる。大坂の人、芳雅堂と号す。文政3年（1820年）とその翌年にかけて役者絵を残している。

## 作品
- 「役者夕涼の図　中村鶴助・中村友三」　大判錦絵
- 「兵庫頭より政・嵐橘三郎」　大判錦絵　※文政4年8月、大坂北新地芝居『頼政鵺物語』より